# Emil Dică
Emil Cosmin Dică (n. 17 iulie 1982, Târgu Jiu, Gorj, România) este un fost jucător român de fotbal, care a îndeplinit până în 2018 funcția de director sportiv al echipei Pandurii Târgu Jiu.
A debutat în Divizia A pentru FC Argeș la data de 8 august 2003 în meciul FC Argeș - Dinamo 2-1.
În martie 2006 a primit Medalia „Meritul Sportiv” clasa a II-a cu o baretă din partea președintelui României de atunci, Traian Băsescu, deoarece a făcut parte din echipa Rapidului care a obținut calificarea în sferturile Cupei UEFA 2005-2006.

## Titluri
- Rapid București
  - Cupa României: 2006, 2007
  - Supercupa României: 2007

- CFR Cluj
  - Liga I: 2010
  - Cupa României: 2010
  - Supercupa României: 2009, 2010 [3]